# Chymomyza obscuroides
Chymomyza obscuroides är en tvåvingeart som beskrevs av Toyohi Okada 1976. Chymomyza obscuroides ingår i släktet Chymomyza och familjen daggflugor. Inga underarter finns listade i Catalogue of Life.